# Sirena Ortiz
Sirena Luisa Ortiz Vilela (Lima, 10 de agosto de 1995) es una actriz peruana, reconocida principalmente por su papel estelar de Sara Bravo en la serie de televisión cómica peruana De vuelta al barrio.

## Biografía
Sirena Luisa Ortiz Vilela nació el 10 de agosto de 1995 en la capital Lima.[cita requerida] Proveniente de una familia de clase media alta, es la hermana gemela de la también actriz y cantante Raysa Ortiz. Desde temprana edad, mostó su interés por la actuación y le ha permitió a participar en un taller de teatro a la edad de dieciséis años gracias a la intervención de su abuela.
Ortiz comenzó su vida pública participando en algunas producciones locales complementando con comerciales de televisión.
Pero no fue hasta el año 2017, cuando alcanza al estrellato al ser parte del elenco principal de la teleserie peruana De vuelta al barrio con su personaje de Sara Bravo, quién sería una chica universitaria, una de las hijas del protagonista de la trama Pedro «Pichón» Bravo, manteniéndose por cuatro temporadas consecutivas hasta el 2021.[cita requerida]
Gracias a su popularidad en la ficción, obtuvo los protagónicos en la obra de teatro Match! interpretando a una youtuber y el chat-teatro Exstúpido junto al actor peruano Mario Cortijo en el año 2020. En otros ámbitos fuera de la actuación, formó en 2019 con su hermana Raysa Ortiz el dúo musical Raysa & Sirena, y lanzó el sencillo debut titulado «Venciendo tu pasado». Al año siguiente fue parte del tema musical «Mejor sola» y colabora con la banda sonora de la teleserie De vuelta al barrio para el otro material «No pare».[cita requerida]
Tiempo después, Ortiz se muda a México en 2022 para protagonizar el largometraje El guau como Claudia, de la cual se estrenó a través de la plataforma Netflix. Además, participó en la tercera temporada del programa concurso El gran chef famosos en 2023, donde compitió con otras celebridades.
En 2024, participó en el papel antagónico de Adriana Rodríguez en la teleserie Tu nombre y el mío, siendo su personaje inspirado en la personalidad de televisión, presentadora y modelo Andrea San Martín.Previo a ello, en ese año fue parte del reparto principal de la otra producción del mismo formato Los otros Concha como Josephine Concha, la hija del protagonista Emilio Concha.

## Filmografía

### Televisión
| Año           | Título               | Rol                                              | Notas                        | Ref.             |
| ------------- | -------------------- | ------------------------------------------------ | ---------------------------- | ---------------- |
| 2017-2021     | De vuelta al barrio  | Sara Liliana Bravo Gutiérrez / «Sarita»          | Rol principal                | [ 14 ] [ 15 ]    |
| 2019          | Esto es guerra       | Ella misma                                       | Participante invitada        | [cita requerida] |
| 2023          | El gran chef famosos | Ella misma                                       | Participante (Temporada 3)   | [ 16 ] [ 17 ]    |
| 2024-en pausa | Los otros Concha     | Josephine Concha Vargas / Josephine Concha Visse | Rol de antagonista reformada | [ 18 ]           |
| 2024          | Tu nombre y el mío   | Adriana Rodríguez                                | Rol de antagonista principal | [ 13 ]           |
| 2025          | Eres mi sangre       | Gabriela Navarro Mendoza                         | Protagonista                 |                  |

### Cine
| Año  | Título  | Rol                  | Notas           | Ref.   |
| ---- | ------- | -------------------- | --------------- | ------ |
| 2022 | El guau | Claudia / «Claudita» | Rol protagónico | [ 19 ] |

### Teatro
| Año  | Título    | Rol         | Notas                                      | Ref.  |
| ---- | --------- | ----------- | ------------------------------------------ | ----- |
| 2020 | Exstúpido | Francesca   | Rol protagónico (chat-teatro)              | [ 7 ] |
| 2020 | Match!    | La youtuber | Rol protagónico Dirección: Joaquín Escobar | [ 6 ] |

## Discografía

### Álbumes con Raysa & Sirena
- 2019: «Venciendo tu pasado»[20]
- 2020: «Mejor sola»[21]
- 2022: «No te quiero»
- 2022: «Natural»